# Vicente Riva Palacio

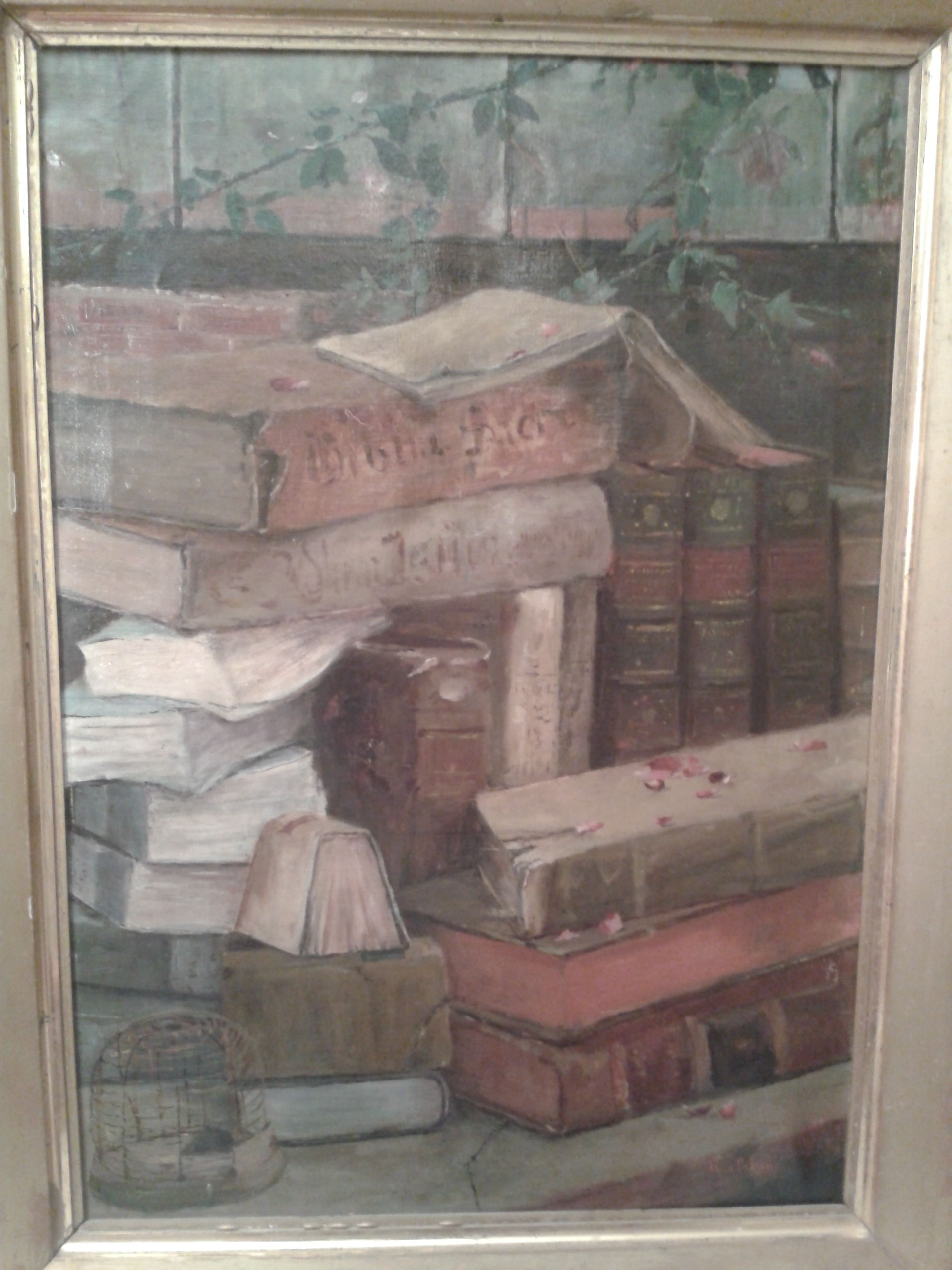
Libros Antiguos, pintado por Vicente Riva Palacio durante su estancia en Madrid como diplomático.

Vicente Florencio Carlos Riva Palacio Guerrero (Ciudad de México, 16 de octubre de 1832-Madrid, España; 22 de noviembre de 1896) fue un político, militar, jurista, filósofo, historiador, periodista, novelista, cuentista, ensayista y dramaturgo mexicano.
Fungió como Secretario del Ayuntamiento de la Ciudad de México en 1856. Firme opositor del partido de los conservadores mexicanos, lo cual lo llevó a la cárcel en 1856 y en 1857. Durante la Segunda Intervención Francesa, iniciada en 1862, alcanzó el grado de general y sirvió como jefe del Ejército del Centro, combatiendo a los extranjeros en las serranías de Michoacán. En conjunto con Rafael Martínez de la Torre, fue el abogado defensor de Maximiliano de Habsburgo, líder de los invasores, cuando fue capturado en Querétaro.
Tras la muerte de Benito Juárez, fue opositor de la administración de Sebastián Lerdo de Tejada (1872-1876) a la que atacó desde los periódicos El Ahuizote y El Radical. Durante el gobierno de Porfirio Díaz llegó al puesto de Ministro de Fomento, Colonización, Industria y Comercio, y fue gobernador de los estados de México y de Michoacán. Su carrera política culminó cuando fue nombrado magistrado de la Suprema Corte y embajador en España y Portugal (1886-1896). Su producción literaria e historiográfica fue abundante y es una de las más sobresalientes del México del XIX.

## Inicios de su vida
Nace en la Ciudad de México el 16 de octubre de 1832, siendo el mayor de los seis hijos del matrimonio entre Dolores Guerrero, hija única de Vicente Guerrero, y Mariano Riva Palacio, por ello nieto de Vicente Guerrero, quien era de ascendencia española, indígena nahua y africana. Estudia para abogado en el Colegio de San Gregorio y se recibe en 1854 (este mismo año queda huérfano de madre). 
A sus quince años, en el pleno de la invasión norteamericana, forma parte de una guerrilla en contra de los invasores. Más adelante, siendo un activo liberal, participa en los periódicos La Orquesta, periódico fundado por Constantino Escalante, y La Chinaca, opuestos a la perspectiva conservadora. Se desempeña durante 1855 como regidor, en 1856 como secretario del ayuntamiento de la Ciudad de México y entre 1856 y 1857 como diputado suplente al Congreso Constituyente (mismo congreso que formuló la Constitución del 57).
El 1 de agosto de 1856 contrajo matrimonio con María Josefina Bros Villaseñor, con quien tuvo a su único hijo, Federico Vicente (1857-1907).

## Contra la invasión francesa
Durante la Segunda Intervención Francesa en México arma una guerrilla por su propia cuenta con el fin de unirse a la lucha con el general Ignacio Zaragoza. Toma parte en varias acciones militares, entre ellas, la batalla de Barranca Seca y la caída de Puebla. En 1863, sigue a Benito Juárez a San Luis Potosí y es nombrado gobernador del Estado de México, se reagrupa y reúne tropas para realizar las tomas de Tulillo y Zitácuaro. En 1865 es nombrado gobernador de Michoacán.
A la muerte del general José María Arteaga se le confiere el mando de general en jefe del Ejército Republicano del Centro y al término de la campaña republicana en Michoacán, entrega las tropas a su mando al general Nicolás Régules. Logra organizar una nueva brigada, con la que toma y sitia la ciudad de Toluca y con la que después participa en el sitio de Querétaro.
A la par de su actuación militar edita los periódicos El Monarca (1863) y El Pito Real. Compone los versos del himno burlesco Adiós, mamá Carlota (una paráfrasis de Adiós, oh patria mía, de Ignacio Rodríguez Galván), mismo que cantaran treinta mil chinacos en Querétaro durante el viaje de Maximiliano al fusilamiento.

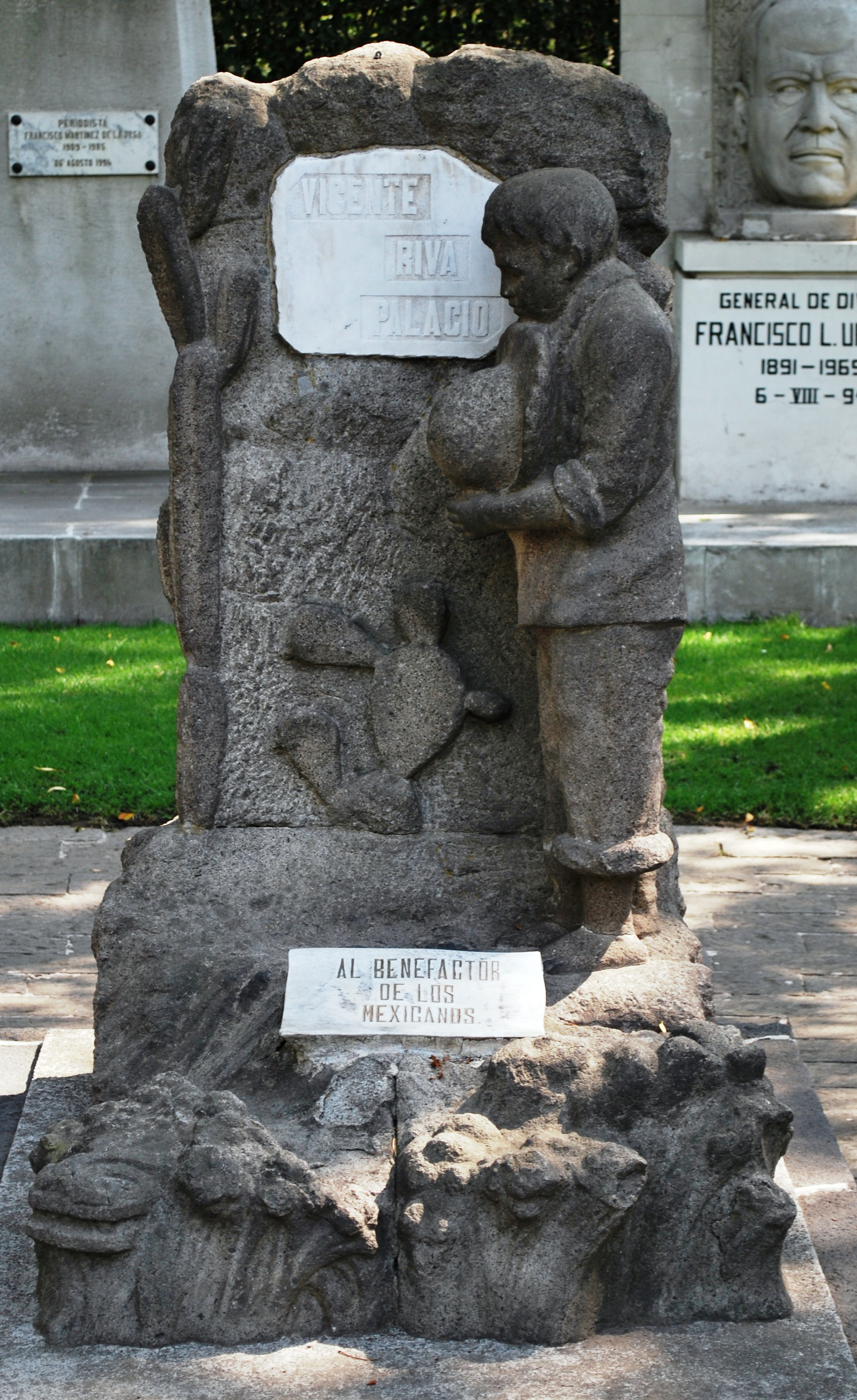
Sepulcro de Vicente Riva Palacio en la Rotonda de las Personas Ilustres, Ciudad de México.

## La república restaurada
Con la victoria juarista, renuncia al mando de todas sus tropas en 1867 y a la gubernatura del estado de Michoacán para dedicarse por completo al periodismo y a la crítica de opinión. Pide amnistía para los intervencionistas y, en la esfera política, queda derrotado por José María Iglesias en la candidatura para la vicepresidencia. 
Actúa como magistrado de la Suprema Corte de Justicia entre 1868 y 1870. "Riva Palacio se embarca el 13 de julio de 1870 a Europa, donde visitará países como Francia, España, Inglaterra, Italia y Bélgica. Regresará a México el 24 de mayo de 1871. La acogida que tuvo en las capitales del viejo mundo, a decir de Francisco Sosa, se caracterizó por grandes muestras de simpatía"
En 1874 publica los periódicos satíricos El Ahuizote, El Constitucional y La Paleta Real, en los que criticara la labor del gobierno de Sebastián Lerdo de Tejada.
Apoya a Porfirio Díaz en el Plan de Tuxtepec y queda recompensado con el ministerio de Fomento, Colonización, Industria y Comercio en los dos primeros períodos de gobierno de Díaz y con Juan N. Méndez. Rescata las ruinas de Palenque, establece el Observatorio Astronómico Nacional y termina de construir el Paseo de la Reforma. En 1879 abandona su ministerio y en 1880 se convierte en el director de la campaña presidencial de Manuel González.

## Preso político
En 1883, es detenido por el gobierno y llevado a la Prisión Militar de Santiago Tlatelolco por ir en contra del gobierno de Manuel González, "El Manco", en aquel entonces presidente de México. En aquella prisión escribe gran parte del segundo tomo, Historia del virreinato (1521-1807) de México a través de los siglos, obra por él coordinada.

## Un destierro "honorable"
En 1885, tras la publicación de su libro Los ceros, se da la pérdida de su prestigio personal y desaparecen las aspiraciones presidenciales que tenía, queda desterrado "honorablemente" por Porfirio Díaz y se le nombra ministro de México en España y Portugal. "Vicente Riva Palacio no carecía de virtudes familiares, personales ni políticas para desempeñar en España la embajada que se le confiaba, parte estratégica de la brillante diplomacia desplegada por el régimen de Porfirio Díaz con el propósito de integrarse (México, como país) definitivamente en el sistema internacional".
Muere en Madrid el 22 de noviembre de 1896. Sus restos fueron repatriados desde España (estaban enterrados en el cementerio San Justo y Pastor) en 1936 para ser depositados en la Rotonda de las Personas Ilustres.

## Carrera literaria
Periodista exitoso con una señalada y personal actitud crítica y satírica, reflejada en periódicos como La Orquesta y El Ahuizote, Riva Palacio participó como un activo literato mexicano en los tiempos de entreguerras.
El género que más le sonríe siempre en popularidad es la novela. Realiza la mayoría de su obra novelesca entre 1868 y 1870. Tuvo a su disposición la mayoría de los archivos de la Santa Inquisición, lo que le brinda una grandísima cantidad de información que plasma en sus novelas de tema colonial. Sólo una de sus novelas (Calvario y Tabor) es de toque militar.
Junto con Juan A. Mateos coescribe zarzuelas y escenas teatrales satirizando la política mexicana. En 1870, junto con Juan A. Mateos, Rafael Martínez de la Torre y Manuel Payno publica El libro rojo, un breviario de la violencia dentro de la historia nacional mexicana. Junto con Juan de Dios Peza narra leyendas en verso en Tradiciones y leyendas mexicanas (1917) y crean a la imaginaria poetisa romántica Rosa Espino para publicar Flores del alma (1888, junto con el editor Santiago Ballescá, la obra México a través de los siglos, trabajo enciclopédico; encargándose él mismo de escribir el segundo tomo, dedicado a la Colonia.
En su obra Los Ceros critica y polemiza a la clase política mexicana, lo que lo identifica como un personaje virulento para el régimen porfirista. Cuentos del General (que apareciera póstumamente en Madrid en el año de su muerte), es una colección de veintiséis relatos que presentan características comunes: brevedad en el título, la acción y la descripción de los personajes. Por su obra literaria, fue designado miembro correspondiente de la Real Academia Española.

## Ideas liberales y filosóficas
De acuerdo con el historiador de los conceptos Ortiz-Delgado, 

el liberalismo rivapalaciano se caracterizó, igual que el de sus compañeros ideológicos mexicanos, en un fuerte anticlericalismo (mas no siempre fue éste una anti-religiosidad) que a su vez se caracterizó por la Fe en el nuevo Dios [el Progreso] al que ahora deberían rendir sus plegarias los mexicanos, como, según su discurso, ya lo hacían los miembros de los países de primer orden.

Ortiz-Delgado abunda y nos dice que Riva Palacio era "Un enemigo de la metafísica y la especulación [...], [quien] enfatizó sobre todo que el espíritu pragmático [de Aristóteles] del Estagirita era (de) lo más elogioso en un hombre. Impulsar el avance material, esto es lo que el Ser-Progreso manda, pues esto es lo que lleva Felicidad a la Humanidad". Por ende, la noción de Progreso material-cultural de Riva Palacio terminó siendo una idea de índole igualmente especulativa.
Su noción trascendental del Progreso, y del Retroceso, a través de la Historia es visible en el siguiente fragmento de sus reflexiones:

[...] la humanidad se ha dividido en dos grandes partidos, en dos grandes principios, en dos grandes elementos, que luchando y combatiendo a cada paso, y vencedores o vencidos, y dueños del campo y gobernando al mundo entre el fausto y la opulencia, o tramando en el silencio misteriosas y terribles conspiraciones, han dirigido el destino de los pueblos, han impreso su sello a las épocas de la historia, y han sido el día y la noche, la luz y las tinieblas de la humanidad. [...] El principio del retroceso y el espíritu del progreso han compartido alternativamente el reino de la tierra: ved a Prometeo que robaba el fuego de la inteligencia a los dioses para llevarlo al mundo; mirad a Eva que hacía comer el fruto del árbol de la ciencia a su compañero... En todas las religiones se encuentra ese símbolo, que bajo la forma de un mito, entonces, hoy es una realidad en las terribles luchas que todos los días y en todas las naciones estamos presenciando.

## Obras

### Teatro (en verso)
- Las liras hermanas (obras dramáticas) coautor con Juan A. Mateos (1871), reeditado en 1997.
  - Odio hereditario (1861)
  - La politicomanía (1862)
  - La hija del cantero (1862)
  - Temporal y eterno (1862)
  - Borrascas de un sobretodo (1861)
  - Martín el demente (1862)
  - La catarata del Niágara (1862)

- El tirano doméstico (1861)
- Una tormenta y un iris (1861)
- El incendio del portal (1861)
- La ley del uno por ciento (1861)
- Nadar y en la orilla ahogar (1862)
- Un drama anónimo (1862)
- La policía casera (1862)

### Novelas
- Monja y casada, virgen y mártir (1868, reeditada en 1986)
- Martín Garatuza (1868), continuación de Monja y casada, virgen y mártir
- Calvario y Tabor (1868)
- Las dos emparedadas (1869)
- Los piratas del golfo (1869)
- La vuelta de los muertos (1870)
- Memorias de un impostor, don Guillén de Lampart, rey de México (1872)
- Un secreto que mata (1917)

### Ensayo
- El libro rojo, coautor con Manuel Payno, Juan A. Mateos, Rafael Martínez de la Torre (1871)
- Historia de la administración de don Sebastián Lerdo de Tejada (1875)
- Historia de la guerra de intervención en Michoacán (1896)
- México a través de los siglos, tomo 2: El virreinato. Historia de la dominación española en México desde 1521 a 1808 (1884-1889)
- Los Ceros: galería de contemporáneos (1882). Esta obra es un conjunto de escritos periodísticos, muchas veces satíricos, sobre distintas personalidades del México del siglo XIX. Cada ensayo es dedicado a describir la vida y obra de un mexicano sobresaliente decimonónico, por ejemplo, hay uno sobre Manuel Payno, otro sobre Justo Sierra y otro sobre José María Vigil. Según Leonardo Martínez Carrizales "Esta serie de escritos periodísticos textualizan la constante recomposición del entorno político y las nuevas definiciones de los intereses, las ideas y los propósitos que gobiernan la administración de los asuntos públicos de México luego del triunfo definitivo del partido republicano" y "evidencian una gran tensión entre los integrantes de la república de las letras en el México que abandona definitivamente los años gloriosos de las armas republicanas".[16]

### Cuentos
- Cuentos de un loco (1875)
- Cuentos del general (1896), colección que abarca, entre otros, los siguientes títulos: Amor correspondido, Cien por uno, El buen ejemplo, El divorcio, El hermano Cirilo, Isabel, La horma de su zapato, La máquina de coser, La limosna, Las mulas de su excelencia, Por si acaso, Problema irresoluble, Un Stradivarius

Todos sus cuentos son de carácter jocoso y/o moralizante.

### Poesía
- Poesía completa
  - Flores del alma (1875, bajo el seudónimo de Rosa Espino)
  - Páginas en verso (1885)
  - Mis versos (1893)
  - Poemas no coleccionados
- Adiós, mamá Carlota (1973)
- Tradiciones y leyendas mexicanas, coautor con Juan de Dios Peza (1885)
- Vicente Riva Palacio. Antología (1976)

### Epistolarios
- Epistolario amoroso con Josefina Bros (1853-1855)
- Cartas a Ricardo Palma (cinco cartas de 1885 a 1891)

## Estudios sobre Vicente Riva Palacio y su obra
- Díaz y de Ovando, Clementina (1994) Un enigma de los Ceros: Vicente Riva Palacio o Juan de Dios Peza.

- Ortiz-Delgado, Francisco Miguel (2020), La metafísica de los liberales. La historia y el progreso según Vicente Riva Palacio, Ignacio Manuel Altamirano e Ignacio Ramírez “El Nigromante”, Aguascalientes, Universidad Autónoma de Aguascalientes, 2020 (libro electrónico libre).[17]

- Ortiz Monasterio, José (1999) "Patria", tu ronca voz me repetía... Vicente Riva Palacio y Guerrero (biografía).

—. (2004) México eternamente. Vicente Riva Palacio ante la escritura de la historia.
—. (1993) Historia y ficción. Los dramas y novelas de Vicente Riva Palacio. 
- Serrano, Pedro (1934) Silueta del general Vicente Riva Palacio.